# Алуксненський район
Алуксненський район (латис. Alūksnes rajons) — колишній адміністративний район на північному сході Латвії. Межував (проти годинникової стрілки) з Естонією, Валкським, Гулбенським, Балвським районами Латвії, та Псковською областю Росії.
Адміністративний центр — місто Алуксне.